# 雨ニモマケズ

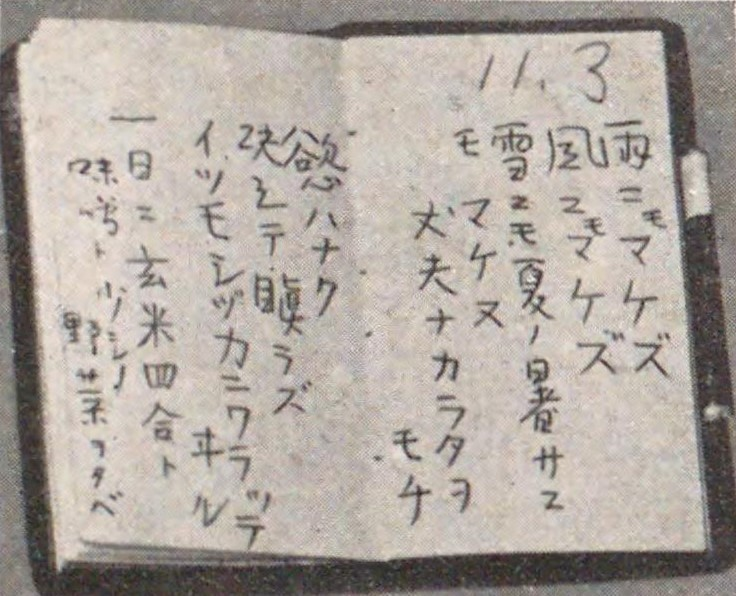
宮沢賢治の手帳に記された『雨ニモマケズ』

『雨ニモマケズ』（あめニモマケズ）は、宮沢賢治の没後に発見された遺作のメモである。一般には詩として受容されている。広く知られており、賢治の代表作のひとつともされるものである。
「雨ニモマケズ／風ニモマケズ」より始まり、「サウイフモノニ／ワタシハナリタイ」で終わる漢字交じりのカタカナ書きである。対句のような表現が全編にわたって用いられ、最後のセンテンスになるまで主語（私）が明かされない。

## 執筆から発表まで
宮沢賢治は1928年（昭和3年）に「両側肺湿潤」で倒れて数年間の療養生活を送っていたが、体調回復後の1931年（昭和6年）の2月より東北砕石工場の嘱託を務めていた。だが同年9月に壁材のセールスのため上京した折に再び発病し、花巻の実家に戻って闘病生活を送る。「雨ニモマケズ」は、その時期に使用していた黒い手帳に鉛筆で記されていたものである。冒頭部のページ上部に青鉛筆で「11.3.」の書き込みがあることから、同年11月3日に執筆したと推定されている。賢治は1932年（昭和7年）3月に『グスコーブドリの伝記』を発表したのち、1933年（昭和8年）9月21日、 急性肺炎のため死去した（満37歳没）。
全166ページの手帳は、全体として自省とその当時の賢治の願望が綴られた内容となっており、本作は51ページ目から59ページ目にかけて書かれている。この手帳は、賢治没後の研究者からは「雨ニモマケズ手帳」と呼ばれる。賢治の生前には手帳自体の存在が家族にすら知られておらず、本作も未発表のままであった。
この手帳が発見されたのは、賢治が没した翌年の1934年2月16日に東京・新宿で開催された「宮沢賢治友の会」の席上である。この会合には、招かれた賢治の弟・宮沢清六が賢治の遺品である大きな革トランク（上記の壁材セールスの際にも使用した）を持参していた。席上、参加者の誰かがこの革トランクのポケットから手帳を取り出し、他の参会者も回覧した。その模様を、同席していた詩人の永瀬清子が後に「この手帖がこの夜のみんなの眼にはじめてふれた事については疑いがないように私は思う」と書き記している。
手帳の横にある鉛筆を入れる筒の部分には、法華経への帰依をうたった短歌を記したメモ用紙が丸めて挿入されていた。
『雨ニモマケズ』は、没後1年を記念した1934年9月21日付の『岩手日報』夕刊の学芸第八十五輯「宮沢賢治氏逝いて一年」に、「遺作（最後のノートから）」と題して掲載された。続いて1936年7月、日本少国民文庫の『人類の進歩につくした人々』（山本有三編）に収録された。この間、1934年 - 1935年にかけて最初の『宮沢賢治全集』（文圃堂）が刊行されているが、こちらには本作は掲載されていない。
1936年11月には花巻に本作を刻んだ詩碑（後述）が建立され、1939年刊行の児童向け作品集『風の又三郎』（羽田書店）への収録などによって広く世に知られるようになる。
手帳は、2007年7月 - 同年10月に賢治の描いた絵画などとともに国内各所で公開された。手帳の公開は1995年と1996年の公開から12年ぶりとなる。
2011年4月11日、ワシントンのナショナル大聖堂において、東日本大震災の犠牲者を悼むための宗派を超えた追悼式が開かれ、サミュエル・ロイドIII世大聖堂長により本作が英語で朗読されている。

## 評価・解釈

### 「雨ニモマケズ」論争
太平洋戦争前から戦中にかけて賢治の研究・紹介を行った哲学者の谷川徹三は、主としてテーマ的な側面から本作を高く評価し、賢治に対する「偉人」的評価の象徴として本作を捉える流れを先導した。これに対して戦後、賢治の置かれた社会的立場と文学性を踏まえた評論を行った詩人の中村稔は本作について「ふと書き落とした過失のように思われる」と評し否定的な立場を表明する。1963年、谷川が雑誌『世界』に寄稿した「われはこれ塔建つるもの」の中で中村の論考を批判、中村も『文藝』に反論「再び『雨ニモマケズ』について」を掲載したことから、世間ではこれを「雨ニモマケズ」論争と称した。それぞれの内容は同年刊行された両者の単行本（谷川は『宮沢賢治の世界』（法政大学出版局）、中村は1955年版の増補改訂となる『定本・宮沢賢治』（七曜社））にも収録された。この「論争」は賢治の作品の受容においてどの点を重視するかという差に帰するものであり、研究史の上では（個々の著作自体の意義とは別に）積極的な意義を持つものではなかった。中村は2012年に刊行した回想録で「不毛な論争だった」と述べている。

### 「ヒデリ」か「ヒドリ」か
最初の発表時から「ヒデリノトキハナミダヲナガシ」とされている箇所は、手帳の原文では「ヒドリノ……」と書かれている。これは清六はじめ、歴代の全集編集者が誤記とみなして校訂してきたものであるが、1980年代後半に花巻農学校での賢治の教え子の一人が「農家にとって日照は喜ぶべきものであり、『ヒドリ』は日雇い仕事の『日取り』を意味するもので『日雇い仕事をせざるを得ないような厳しい暮らしのとき』と原文通りに読むべきである」との説を提起した。これに対しては、「校本宮澤賢治全集」の編集者で草稿調査を行った詩人の入沢康夫が以下のような、校訂の根拠を提示した。
- 他の詩で「ひど」と書いて消し、「ひでり」に直しているものがある。賢治には「デ」を「ド」に誤記する書き癖があった。
- 次の行「サムサノナツハオロオロアルキ」と対照にならず、本作の他の箇所でも多用されている対照の手法からここだけはずれてしまう。
- 確かに農家にとって日照は重要であるが、過剰な日照による旱魃へのおそれは賢治も複数の作品で取り上げている。

研究者の間ではこの説明に沿って「ヒデリ」（日照り）への校訂がほぼ定着しているが、愛好者のレベルでは「ヒドリ」と読むべきだという人が存在している。それらの中には、「日取り」とは異なる根拠で校訂を不要とする以下のような見解がある。
1. 「デ」と「ド」の誤記という見解について賢治の他の文章にそのような箇所があったとしても、手帳がそうであったとは言えないとするもの。
手帳の本文をみると、何箇所かに修正が入っている。
（例）ヨクワカリ→ヨクミキキシワカリ
もし「ヒデリ」を「ヒドリ」と誤っていたのであれば賢治は当然修正しているはずであり、賢治がそれを敢えてしていない[6]ということは賢治は「ヒドリ」と書いたと理解すべき。
この指摘に対しては、入沢康夫は、この手帳全体について行われた手直しは書きながらのものだけで、後から見直して行った修正はないと推測される（他の箇所で「諸仏ニ報ジマツマント」（正しくは「諸仏ニ報ジマツラント」）という誤記がそのままになっている）ことを指摘している[7]。
2. 冷夏と旱（［訓］ひでり）を「対応」させるのが妥当だという説明について、「ヒドリ」でも十分対応しているとするもの。
下記のような岩手県在住者の証言が2004年に地元紙『盛岡タイムス』に掲載された。
  - 猛暑・炎熱によって目の炎症になることを「ヒドリマゲ」とも言い、今でも電気溶接者などが使用している。
  - 方言の解釈は、その土地の風習風土から生まれた言葉（方言）や通称の土地名などを熟知していないと正しい意味がくみ取れないものであり、他県の賢治研究者は方言の発音語呂を共通語に結び付けて意味を重ね合わせて自己流に解釈された見本であると、賢治の生前を知る宮沢清六・森荘已池の両名が明言した[8]。ただしこの証言に関しては、長らく賢治全集の編集に深く携わった宮沢・森の両名がなぜ全集等に掲載された本作においてそのような表記を採用（もしくは変更）しなかったのかという説明がない。

### 玄米四合
現代日本人にとって、「玄米四合」は1日に消費する米の量としては多すぎると受け止められる。しかし、現代日本人が1食に茶碗1杯程度の白米飯に加えて肉や魚に野菜料理と多彩な「おかず」を食すのに対し、戦前までの日本の労働者はわずかな副食物で大量の米飯を摂取する食習慣であった。一例として、1873年の徴兵令では「白米六合」を食わせることになっていて（脚気の大量発生から改められた）、当時の日本陸軍の食事規定では一回の食事につき主食として3食とも麦飯2合、副食として朝食は汁物（味噌汁・澄まし汁など）と漬物、昼食および夕食は肉や魚を含んだ少量のおかず一品（献立例をあげると、「アジフライ一枚に塩ゆでキャベツ」）と漬物である。仕事の大半が肉体労働であり、交通機関が発展しておらず、建設機械類、洗濯機など家電機器が存在していなかった時代にはすべてを手作業に頼らざるを得ず、日常生活を送るだけでも多大なカロリーが消費される。戦前、北海道のニシン漁場ではヤン衆（出稼ぎ漁師）を雇うに当たり、一人当たり1日8合の計算で飯米を仕入れた。重労働の最たるものである樵や木挽職人は一日1升、石切り職人は一日に1升5合の米を消費したという。当時においては「玄米四合」は質素で小食だった。
太平洋戦争終戦直後の1947年（昭和22年）の文部省の国定教科書に当作品が掲載されている。「日本の食糧事情から贅沢と思われる」という理由からGHQの統制下にあった民間情報教育局 (CIE) の係官は一度掲載を却下したものの、その後「玄米四合」を「玄米三合」に変更することを条件として許可したとされている。国定教科書は賢治の遺族の了解をもって、石森延男の編集によって三合に変更された。延男は賢治の作品を改ざんするのは忍びなかったが、係官は当時の食料事情を持ち出してきたことから、同意するに至った。
井伏鱒二は1965年に発表した連載小説『黒い雨』の中で、戦時中の出来事という設定で国家が国定教科書を作る際に、当作品における玄米四合を三合に書き換えたエピソードを含めて、「国家がそんな改ざんをすれば、いずれ子供たちは国の発言を信用しなくなる」と批判する女性と、「そのような流言蜚語は罪である」と咎める「その筋の人」を登場させている。
高村光太郎は岩手県在住時の1947年に雑誌『農民芸術』第1巻3号（同年4月刊行）に「玄米四合の問題」と題した文章を寄稿し、その中で「私の見るところでは宮沢賢治の食生活は確に彼の身を破り彼の命数を縮めた」（原文の歴史的仮名遣い・正字体は、現代仮名遣い・常用漢字体に修正。以下同じ）と記して、栄養過多とともに栄養過少も日本人の健康を害してきたという立場を論じる上でこのフレーズに言及した。高村は「粗食を賞讃（原文ママ）すべき美徳のようにさえ思う日本古来の一部の考方（原文ママ）は是非とも改めねばならぬ」として「宮沢賢治の国岩手県に来て、私は『玄米四合ト味噌ト少シノ野菜』生活に賛成せず」に牛乳飲用の習慣を広く普及させ、また肉食も奨励して「数世紀に亙って培われてきた日本の消極的健康を、どうかして世界水準の積極的健康に引上げたいからに外ならぬ」という意見を述べた。

### 法華経の精神
「東ニ病気ノコドモアレバ／行ッテ看病シテヤリ／西ニツカレタ母アレバ／行ッテソノ稲の束ヲ負ヒ」のように労をいとわず手助けをし、「ミンナニデクノボートヨバレ／ホメラレモセズ／クニモサレズ」とあるのは、『法華経』の常不軽菩薩の精神を表していると指摘されている。
なお詩句の最後の箇所である59ページ目（「ホメラレモセズ」から末尾まで）は手帳の見開き右のページとなっており、同じ見開きの左のページ（60ページ目）に「南無無辺行菩薩／南無上行菩薩／南無多宝如来／南無妙法蓮華経／南無釈迦牟尼仏／南無浄行菩薩／南無安立行菩薩」という題目が記されている。中央の「南無妙法蓮華経」の行は、他の行よりやや字粒が大きくなっている。

## 詩碑

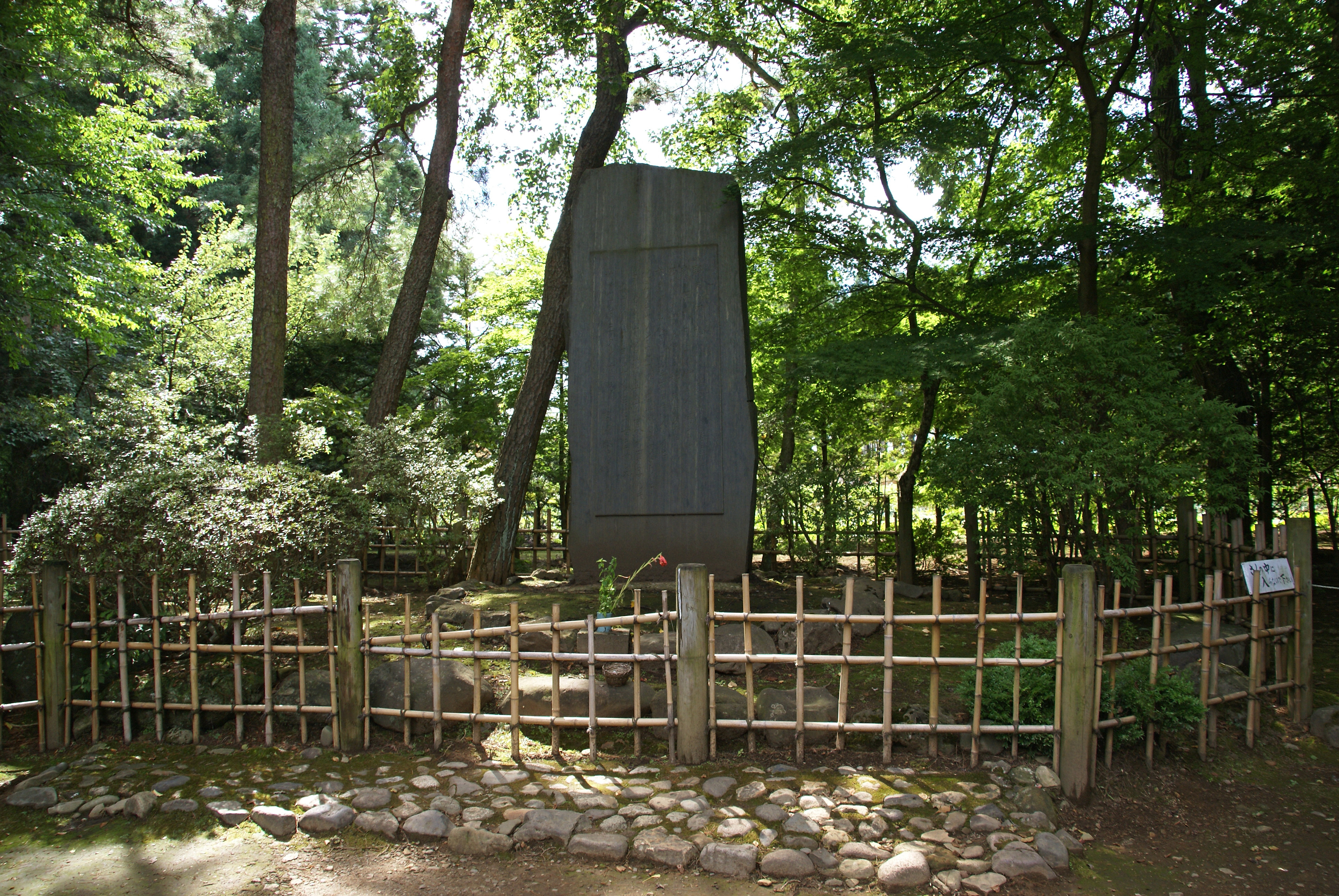
羅須地人協会跡に立つ雨ニモマケズ詩碑（花巻市）

賢治の死去から3年後の1936年11月21日に、賢治が独居自炊した花巻市内の別宅（羅須地人協会）跡に本作の詩碑が建立された。賢治の作品としては最初の文学碑である。冒頭部分ではなく、「野原ノ松ノ」以下の後半部分を、生前より賢治を評価していた高村光太郎が揮毫した。ただし脱漏があることが後に判明し、岩手県に移住していた高村自身の手で戦後の1946年11月3日に詩碑に直に訂正の揮毫がなされ、それに基づいて追刻された。詩碑の下には文圃堂版の全集や賢治の遺骨の一部も納められている。このうち遺骨については当時賢治の独立した墓碑がなく（現在の墓碑ができたのは宮沢家が改宗した1951年）、その代わりという意味合いもあった。
現在、花巻市で「賢治詩碑」というとこの碑を指し、バス停留所の名前にもなっている。1951年以降、毎年賢治の命日である9月21日の夜に碑前で「賢治祭」が行われている。2020年は新型コロナウイルス感染症（COVID-19）流行拡大の影響から、開始以来初の中止となり、翌年も中止されたが、2022年より再開している。ただし、2024年は会場が詩碑前から花巻市文化会館大ホールに変更となった。
なお、この詩碑以外にも本作を刻んだ文学碑は日本国内に複数存在している。

## 派生作品など

### 手帳レプリカ
賢治の大甥である宮沢和樹が主宰する出版社「林風舎」では、賢治の研究資料の一つとして手帳のレプリカを製作し宮澤賢治記念館などで販売している。これは本作が賢治の筆跡でそのまま印刷されている他、鉛筆入れの短歌も再現されている。

### 映画・アニメ
1958年に東宝が制作・上映した賢治の伝記映画にタイトルとして用いられた。詳細は宮沢賢治#宮沢賢治を題材にした作品を参照。

### 楽曲
本作品に曲を付けて歌とする試みも行われている。著名な音楽家によるものを挙げる。
- サラー&メロディ「雨ニモマケズ」（1971年）：赤星建彦の作曲。
- 井上陽水「ワカンナイ」（1982年）：本作をモチーフにして作詞。厳密には本作に対するアンサーソングである。アルバム『ライオンとペリカン』に収録。
- 久保田利伸「It's BAD」（1985年頃）：歌手デビュー前、関係者向けに配布したデモテープ「すごいぞ!テープ」に収録。本作をモチーフにしたラップ詞が歌われた。発売された田原俊彦が歌うヴァージョンとは歌詞が異なる。
- SOPHIA「進化論 〜GOOD MORNING! -HELLO! 21st-CENTURY〜」（2001年）：間奏で本作品の一部分を引用。
- ザ・フォーク・クルセダーズ「11月3日」（2002年）：加藤和彦の作曲。再結成アルバム『戦争と平和』に収録。
- 宇佐元恭一「雨ニモマケズ」（2006年）：宇佐元の作曲によるシングル曲。
- にほんごであそぼ「雨ニモマケズ」（2010年）：おおたか静流の作曲。アルバム『NHKにほんごであそぼ「百」〜たっぷりうたづくし』に収録。
- にほんごであそぼ「雨ニモマケズ」（2010年）：鶴澤清介の作曲。アルバム『NHKにほんごであそぼ「百」〜たっぷりうたづくし』に収録。
- 「無懼風雨」（「不要輸給心痛」）（2011年）：2011年4月、香港で行われた東日本大震災被災者支援チャリティコンサート「愛に国境はない―3・11キャンドルナイト」のテーマソング。鄧智偉の作曲。
- 冨田勲『イーハトーヴ交響曲』第6楽章「雨にも負けず」（2012年）：本作品がこの楽章の歌詞となっている。2012年11月23日、東京オペラシティコンサートホールにて初演。
- 沢知恵「雨ニモマケズ」（2019年）：沢知恵の作曲による。アルバム「雨ニモマケズ』に収録。
- 舞台劇「ぼくと14人のボクの夏休み」(2023年8月23日〜27日、アトリエファンファーレ東新宿　脚本：佐藤正宏　演出：ポケ)　の劇中歌として出演者の子どもたちによって歌われた。作曲は鎌田雅人。

### パロディ
のれんや手ぬぐいなどのみやげ物に印刷されたり、方言をはじめとする数多くの改作やパロディが作られている。
総会屋の久保祐三郎は「総会屋のうた」で、「雨ニモマケズ（略）インフレニモ　デフレノ嵐ニモマケナイ（略）慾ハナイガ銭ハホシク（略）ハッタリアッテ　イツモ天下ヲ論ジテイル（略）アラユルコトヲ　自分ヲ勘定ニ入レテ（略）大都会ノビルノ谷間ノ陽ノ当タラヌ場所ニイテ（略）東ニ株主総会アレバ　行ッテガタガタ一席ヤリ（略）不景気ノ時モ食エテ　所得税モ区民税モ払ワナイ　ミンナニ浪人ト呼バレ」などと賢治の「雨ニモマケズ」のパロディを歌った。

## 関連文献
- 入沢康夫『「ヒドリ」か、「ヒデリ」か - 宮沢賢治「雨ニモマケズ」中の一語をめぐって』書肆山田、2010年
- 小倉豊文『宮沢賢治「雨ニモマケズ手帳」研究』筑摩書房、1996年